# کیلی هاوس
کیلی هاوس (به انگلیسی: Keeley Hawes) (زاده ۱۰ فوریه ۱۹۷۶) بازیگر انگلیسی است.
از فیلم‌ها و سریال‌هایی که او در آن بازی کرده‌است، می‌توان به دزدی بانک و اوج مخملی، مرگ در تشییع جنازه، مأموران مخفی، گمشده (ازدست‌رفته)، خانم ویلسون، محافظ شخصی و دارل‌ها (خانوادهٔ دارل) اشاره کرد.
او برای بازی در سریال خط وظیفه در سال ۲۰۱۵ و همچنین بازی در مینی سریال محافظ شخصی در سال ۲۰۱۹ نامزد جایزهٔ بهترین بازیگر نقش اول بفتا است. در سال ۲۰۱۹ او برای بازی در سریال خانم ویلسون نامزد جایزهٔ بهترین بازیگر نقش دوم نیز بود.